# 生産革新
生産革新 (せいさんかくしん)とは生産活動における様々なプロセスで改革を行い、生産性向上、品質管理・向上、在庫削減、不良品撲滅などの効果を得るための活動を言う。
「生産革新＝トヨタ生産方式の導入」という捉え方をし、カンバンやプル型生産を導入する風潮があった。しかし、そのような生産革新において本来の効果を得ることができないことが多く、生産革新を進めるに当たって、まず自社の生産環境に適する手法を慎重に検討・選定することが重要であるという認識がでてきている。手始めに５Ｓ遂行することから始め、停滞しているあらゆる物を廃棄する。そこからがスタートである。
生産革新の進め方は手始めに５Sや３S等の整理整頓がまず第一とよく言われるが、整理整頓は生産活動に限らず、日常生活に関する部分までの広い範囲の活動基本となる。この整理整頓には感覚的レベルが有り、実態を見た人の見識に左右される。ただ生産活動においての整理整頓は必要な時必要な量を間違えずに使用できるという
概念でレベルを合わせている。生産現場の革新を図るための手法検討や選定を自社で行うには、世界の中で生産革新の進んだ所を参考にし（トヨタ生産方式など）自社のスタイルに焼き直す事が大切である。それは自社の商品・サービスの形態の違いを参考にする会社と比べなければいけない。この比べて違いを知って手法や革新ステップを作り上げなければ、成功は無い。